# Danny Hay
Daniel John Hay, detto Danny (Auckland, 15 maggio 1975), è un allenatore di calcio ed ex calciatore neozelandese, di ruolo difensore, tecnico in seconda del Auckland City.

## Biografia
Come calciatore gioca nel Perth Glory e successivamente nel Waitakere United, con il quale vince un campionato nazionale. Terminata la carriera di giocatore, intraprende quella di allenatore, prima nelle giovanili della nazionale, quindi all'Eastern Suburbs AFC che porta al primo scudetto dell'era semiprofessionistica, passando quindi nel 2019 agli All Whites.

## Statistiche

### Statistiche da allenatore

#### Nazionale neozelandese
| Squadra       | Naz                      | dal            | al              | Record | Record | Record | Record | Record | Record | Record | Record     |
| Squadra       | Naz                      | dal            | al              | G      | V      | N      | P      | GF     | GS     | DR     | % Vittorie |
| ------------- | ------------------------ | -------------- | --------------- | ------ | ------ | ------ | ------ | ------ | ------ | ------ | ---------- |
| Nuova Zelanda | Nuova Zelanda (bandiera) | 26 agosto 2019 | 31 ottobre 2022 | 16     | 8      | 1      | 7      | 25     | 14     | +11    | 50,00      |

#### Panchine da commissario tecnico della nazionale neozelandese
| Cronologia completa delle presenze e delle reti in nazionale ― Nuova Zelanda | Cronologia completa delle presenze e delle reti in nazionale ― Nuova Zelanda | Cronologia completa delle presenze e delle reti in nazionale ― Nuova Zelanda | Cronologia completa delle presenze e delle reti in nazionale ― Nuova Zelanda | Cronologia completa delle presenze e delle reti in nazionale ― Nuova Zelanda | Cronologia completa delle presenze e delle reti in nazionale ― Nuova Zelanda | Cronologia completa delle presenze e delle reti in nazionale ― Nuova Zelanda | Cronologia completa delle presenze e delle reti in nazionale ― Nuova Zelanda |
| Data                                                                         | Città                                                                        | In casa                                                                      | Risultato                                                                    | Ospiti                                                                       | Competizione                                                                 | Reti                                                                         | Note                                                                         |
| ---------------------------------------------------------------------------- | ---------------------------------------------------------------------------- | ---------------------------------------------------------------------------- | ---------------------------------------------------------------------------- | ---------------------------------------------------------------------------- | ---------------------------------------------------------------------------- | ---------------------------------------------------------------------------- | ---------------------------------------------------------------------------- |
| 14-11-2019                                                                   | Dublino                                                                      | Irlanda                                                                      | 3 – 1                                                                        | Nuova Zelanda                                                                | Amichevole                                                                   | Callum McCowatt                                                              | Cap: W.Reid                                                                  |
| 17-11-2019                                                                   | Vilnius                                                                      | Lituania                                                                     | 1 – 0                                                                        | Nuova Zelanda                                                                | Amichevole                                                                   | -                                                                            | Cap: T.Smith                                                                 |
| 9-10-2021                                                                    | Al Ain                                                                       | Curaçao                                                                      | 1 – 2                                                                        | Nuova Zelanda                                                                | Amichevole                                                                   | Bill Tuiloma Chris Wood                                                      | Cap: C.Wood                                                                  |
| 12-10-2021                                                                   | Riffa                                                                        | Bahrein                                                                      | 0 – 1                                                                        | Nuova Zelanda                                                                | Amichevole                                                                   | Niko Kirwan                                                                  | Cap: C.Wood                                                                  |
| 16-11-2021                                                                   | Abu Dhabi                                                                    | Nuova Zelanda                                                                | 2 – 0                                                                        | Gambia                                                                       | Amichevole                                                                   | 2 Chris Wood                                                                 | Cap: W.Reid                                                                  |
| 28-1-2022                                                                    | Abu Dhabi                                                                    | Giordania                                                                    | 3 – 1                                                                        | Nuova Zelanda                                                                | Amichevole                                                                   | Chris Wood (rig.)                                                            | Cap: W.Reid                                                                  |
| 18-3-2022                                                                    | Doha                                                                         | Papua Nuova Guinea                                                           | 0 – 1                                                                        | Nuova Zelanda                                                                | Qual. Mondiali 2022                                                          | Ben Waine                                                                    | Cap: W.Reid                                                                  |
| 21-3-2022                                                                    | Doha                                                                         | Nuova Zelanda                                                                | 4 – 0                                                                        | Figi                                                                         | Qual. Mondiali 2022                                                          | 2 Chris Wood Elijah Just Clayton Lewis (rig.)                                | Cap: W.Reid                                                                  |
| 24-3-2022                                                                    | Doha                                                                         | Nuova Zelanda                                                                | 7 – 1                                                                        | Nuova Caledonia                                                              | Qual. Mondiali 2022                                                          | 2 Alex Greive Logan Rogerson (rig.) Andre de Jong Bill Tuiloma 2 Chris Wood  | Cap: T.Smith                                                                 |
| 27-3-2022                                                                    | Doha                                                                         | Nuova Zelanda                                                                | 1 – 0                                                                        | Tahiti                                                                       | Qual. Mondiali 2022                                                          | Liberato Cacace                                                              | Cap: W.Reid                                                                  |
| 30-3-2022                                                                    | Doha                                                                         | Isole Salomone                                                               | 0 – 5                                                                        | Nuova Zelanda                                                                | Qual. Mondiali 2022                                                          | 2 Bill Tuiloma Chris Wood Joe Bell Matthew Garbett                           | Cap: C.Wood                                                                  |
| 5-6-2022                                                                     | Cornella de Llobregat                                                        | Perù                                                                         | 1 – 0                                                                        | Nuova Zelanda                                                                | Amichevole                                                                   | -                                                                            | Cap: W.Reid                                                                  |
| 9-6-2022                                                                     | Al Rayyan                                                                    | Nuova Zelanda                                                                | 0 – 0                                                                        | Oman                                                                         | Amichevole                                                                   | -                                                                            | Cap: M.Boxall                                                                |
| 14-6-2022                                                                    | Doha                                                                         | Costa Rica                                                                   | 1 – 0                                                                        | Nuova Zelanda                                                                | Qual. Mondiali 2022                                                          | -                                                                            | Cap: W.Reid                                                                  |
| 22-9-2022                                                                    | Brisbane                                                                     | Australia                                                                    | 1 – 0                                                                        | Nuova Zelanda                                                                | Amichevole                                                                   | -                                                                            | Cap: Chris Wood                                                              |
| 25-9-2022                                                                    | Auckland                                                                     | Nuova Zelanda                                                                | 0 – 2                                                                        | Australia                                                                    | Amichevole                                                                   | -                                                                            | Cap: W.Reid                                                                  |
| Totale                                                                       |                                                                              | Presenze                                                                     | 16                                                                           |                                                                              | Reti                                                                         | 25                                                                           |                                                                              |

## Palmarès

### Giocatore

#### Competizioni nazionali
- Campionato neozelandese: 1

Waitakere Utd: 2007-2008
- Chatham Cup: 1

Central Utd: 1998

#### Competizioni internazionali
- OFC Champions League: 2

Waitakere Utd: 2007, 2007-2008

### Allenatore

#### Competizioni nazionali
- Campionato neozelandese: 1

Eastern Suburbs: 2018-2019